# Macroconchoecia spinireticulata
Macroconchoecia spinireticulata is een mosselkreeftjessoort uit de familie van de Halocyprididae. De wetenschappelijke naam van de soort is voor het eerst geldig gepubliceerd in 1984 door Ellis.